# Place du 8-Novembre-1942
La place du 8-Novembre-1942 est une voie formée par l'intersection des rues La Fayette et de Chabrol, dans le quartier Saint-Vincent-de-Paul et du celui de la Porte-Saint-Denis dans le 10e arrondissement de Paris.

## Situation et accès
Elle est située à l'intersection en V des rues La Fayette et de Chabrol dans le quartier Saint-Vincent-de-Paul dans l'ouest du 10e arrondissement de Paris, à la limite du 11e arrondissement situé moins de 70 `mètres à l'ouest.
La place du 8-Novembre-1942 est desservie à proximité par la ligne 7 à la station Poissonnière.

## Origine du nom
Cette place tire son nom en souvenir de l'opération Torch, le débarquement allié en Afrique française du Nord, en date du 8 novembre 1942.
Elle est la seule voie publique en France à rappeler le débarquement anglo-américain en Afrique du Nord. 

## Historique
Cette voie, définie sur l'emprise des rues qui la bordent, prend son nom par arrêté municipal du 21 décembre 1988 (sous le mandat de Jacques Chirac). L'emplacement n'était pas nommé auparavant.

## Description
La place forme un triangle isocèle piétonnier pointé vers l'ouest, d'une vingtaine de mètres dans sa plus grande longueur. Elle est  bordée au nord-ouest par la rue La Fayette et au sud par la rue de Chabrol et à l'est par un grand immeuble d'angle de style haussmannien.
La rue ne possède aucun numéro d'habitation. L'immeuble donnant sur la place à son entrée au no 100 de la rue Lafayette et seule une boutique au rez-de-chaussée de cet immeuble ouvre sur la place. 